# Shefqet Verlaci
Shefqet Bej Verlaci (Elbasan, 1877 - Zurique, 1946) foi um político albanês. Primeiro-ministro da Albânia em 1924 e durante a ocupação italiana (1939-1941).
Em 1922 Verlaci era o maior proprietário da Albânia, e líder do Partido Progressista, o partido conservador albanês, oposto à reforma agrária, nesse mesmo ano Ahmet Zogu casa com uma filha de Verlaci e obtém o apoio deste para o posto de primeiro-ministro, mas em 1924 tem que demitir-se devido a um escândalo financeiro e o próprio Verlaci assume o posto de 5 de Março até 2 de Junho, o governo de Fan S. Noli condena-o à morte e confisca-lhe as suas terras. Quando Zogu se divorciou da sua filha, em 1928, Verlaci converte-se num dos seus principais opositores.
Em 12 de abril de 1939 Verlaci torna-se primeiro-ministro do governo albanês formado sob ocupação italiana, e até 16 de Abril foi o Chefe de Estado.